# Rhotana mindanaoensis
Rhotana mindanaoensis är en insektsart som beskrevs av Bernhard Zelazny 1981. Rhotana mindanaoensis ingår i släktet Rhotana och familjen Derbidae. Inga underarter finns listade i Catalogue of Life.